# Henri Dierickx
Henri Lievin Dierickx, född 13 december 1893, dödsdatum okänt, var en belgisk brottare som tävlade i grekisk-romersk stil.

## Karriär
Dierickx tävlade för Belgien vid olympiska sommarspelen 1920 i Antwerpen, där han blev oplacerad i fjädervikt. Vid olympiska sommarspelen 1924 i Paris slutade Dierickx på nionde plats i bantamvikt. 

## Resultat

### Olympiska sommarspelen 1920
| Gren                             | Första omgången             | Placering |
| -------------------------------- | --------------------------- | --------- |
| Fjädervikt, grekisk-romersk stil | Eduard Pütsep (EST) Förlust | oplacerad |

### Olympiska sommarspelen 1924
| Gren                             | Första omgången             | Andra omgången           | Tredje omgången            | Fjärde omgången              | Placering |
| -------------------------------- | --------------------------- | ------------------------ | -------------------------- | ---------------------------- | --------- |
| Bantamvikt, grekisk-romersk stil | Herman Andersen (DEN) Vinst | Mazhar Çakin (TUR) Vinst | Sven Martinsen (NOR) Vinst | Ragnvald Olsen (NOR) Förlust | 9         |